# ستيفان باين
ستيفان باين (بالإنجليزية: Stefan Payne)‏ (10 يوليو 1991 في المملكة المتحدة - ) هو لاعب كرة قدم بريطاني في مركز الهجوم. لعب مع إبسفليت يونايتد وماكليسفيلد تاون ونادي بارنسلي ونادي غيلينغهام ونادي فولهام وبرينتري تاون وساتون يونايتد ونادي دوفر أتليتيك وهورنتشورتش ونادي ألدرشوت تاون ونادي كرويدون ‏.

## وصلات خارجية
- ستيفان باين على موقع قاعدة بيانات كرة القدم.إي يو (الإنجليزية)
- ستيفان باين على موقع Soccerbase.com (لاعب) (الإنجليزية)
- ستيفان باين على موقع Soccerway.com (الإنجليزية)